# Homiliari
Un homiliari és un llibre litúrgic on es recollien diverses homilies, que eren predicades durant la missa.
Un dels més notables són les anomenades Homilies d'Organyà, un dels primers textos escrits en català, entre els ss. XII i XIII.
Les Homilies de Tortosa, redactades en aquesta mateixa època, foren escrites en occità.